# Calviac
Calviac korábbi község Franciaországban, Lot megyében. Lakosainak száma 149 fő (2018. január 1.). Calviac Saint-Saury, Siran, Comiac, Lamativie és Sousceyrac-en-Quercy községekkel határos.
2016. január 1-jén négy másik korábbi községgel egyesült és az így létrejött Sousceyrac-en-Quercy új község része lett..

## Népesség
A település népességének változása:
| Lakosok száma | 404  | 372  | 293  | 230  | 202  | 177  | 157  | 145  | 150  | 149  |
|               | 1962 | 1968 | 1982 | 1990 | 1999 | 2008 | 2011 | 2013 | 2017 | 2018 |